# 學園前站 (千葉縣)
學園前站（日语：／ Gakuemmae eki */?）是一個位於千葉縣千葉市綠區生實野中央一丁目，屬於京成電鐵千原線的鐵路車站。車站編號是KS63。
本站位於新市鎮生實野地區的西側。

## 年表
- 1995年（平成7年）4月1日 - 車站啟用，當時車站由千葉急行電鐵經營[1]。
- 1998年（平成10年）10月1日 - 千原線路線經營權轉交京成電鐵，車站改由京成電鐵經營。

## 車站構造
本站相對式月台2面2線地面車站，站房為跨站式站房。大森台方向有拖上線，月台後已保留延伸空間。

### 月台配置
| 月台 | 路線   | 方向 | 目的地                                   |
| ---- | ------ | ---- | ---------------------------------------- |
| 1    | 千原線 | 上行 | 千葉、千葉中央、船橋、上野、成田機場方向 |
| 2    | 千原線 | 下行 | 千原台方向                               |

## 使用情況
- 京成電鐵 - 2016年度1日平均上下車人次為4,786人[利用客数 1]。
京成線全部69個車站當中排行第54位。

近年1日平均上下車、上車人次推移如下表。
| 年度               | 1日平均 上下車人次 | 1日平均 上車人次 | 來源              |
| ------------------ | ------------------ | ---------------- | ----------------- |
| 1995年（平成07年） |                    | 724              | [ 千葉県統計 1 ]  |
| 1996年（平成08年） |                    | 1,001            | [ 千葉県統計 2 ]  |
| 1997年（平成09年） |                    | 1,253            | [ 千葉県統計 3 ]  |
| 1998年（平成10年） |                    | 1,817            | [ 千葉県統計 4 ]  |
| 1999年（平成11年） |                    | 1,728            | [ 千葉県統計 5 ]  |
| 2000年（平成12年） |                    | 1,727            | [ 千葉県統計 6 ]  |
| 2001年（平成13年） |                    | 1,734            | [ 千葉県統計 7 ]  |
| 2002年（平成14年） | 3,478              | 1,775            | [ 千葉県統計 8 ]  |
| 2003年（平成15年） | 3,766              | 1,919            | [ 千葉県統計 9 ]  |
| 2004年（平成16年） | 3,896              | 1,949            | [ 千葉県統計 10 ] |
| 2005年（平成17年） | 3,972              | 1,982            | [ 千葉県統計 11 ] |
| 2006年（平成18年） | 4,112              | 2,048            | [ 千葉県統計 12 ] |
| 2007年（平成19年） | 4,162              | 2,075            | [ 千葉県統計 13 ] |
| 2008年（平成20年） | 4,214              | 2,101            | [ 千葉県統計 14 ] |
| 2009年（平成21年） | 4,115              | 2,051            | [ 千葉県統計 15 ] |
| 2010年（平成22年） | 4,237              | 2,112            | [ 千葉県統計 16 ] |
| 2011年（平成23年） | 4,428              | 2,216            | [ 千葉県統計 17 ] |
| 2012年（平成24年） | 4,557              | 2,282            | [ 千葉県統計 18 ] |
| 2013年（平成24年） | 4,865              | 2,437            | [ 千葉県統計 19 ] |
| 2014年（平成24年） | 4,764              | 2,387            | [ 千葉県統計 20 ] |
| 2015年（平成27年） | 4,850              | 2,432            |                   |
| 2016年（平成28年） | 4,786              |                  |                   |

備註
1. ↑  1995年4月1日開業。

## 車站周邊
- 千葉明德短期大學、千葉明德中學校、高等學校（日语：千葉明徳中学校・高等学校）、附屬幼稚園
- THE CHELSEA COURT生實野花園
- 網球學校ARDOR生實野校
- 生實野接觸公園
- 生實野之森
- Yaoko market place（日语：ヤオコー）學園前店
- 專門學校千葉愛犬動物學園 生實野Dog Site
- 大百池公園
- 有吉公園
- Mr Max（日语：ミスターマックス）生實野購物中心
- 生實野Fashion Mall（日语：しまむら）
- 千葉生實郵便局
- 大覺寺山古墳

## 路線巴士
以下路線由小湊鐵道、平和交通、西岬觀光運行。
- 学園前站（平和交通、西岬觀光）
  - 高速巴士My Town Liner 往東京站八重洲口、銀座站（數寄屋橋（日语：数寄屋橋））・東雲永旺前
- 学園前站入口（小湊鐵道）
  - 往千葉站、蘇我站 / 往鎌取站
- 学園前站入口（平和交通、西岬觀光）
  - 高速バスMy Town Liner 往東京站八重洲口、銀座站（數寄屋橋）、東雲永旺前

## 站名由來
明治大學曾有在此地設立校區的計畫，因此站名取為「學園前」。該計畫現已終止。附近雖有千葉明德短期大學、千葉明德高等學校等，但與站名無關。

## 相鄰車站
京成電鐵
 千原線
大森台（KS62）－學園前（KS63）－生實野（KS64）

## 外部連結
- 學園前｜電車與車站資訊｜京成電鐵
- 學園前站PDF - 京成電鐵